# 云南椴
云南椴（学名：Tilia yunnanensis）为锦葵科椴树属的植物，是中国的特有植物。分布于中国大陆的滇北至川西一带等地，生长于海拔3,000米的地区，见于山地森林中，目前已由人工引种栽培。
其种加词 yunnanensis 意为“云南的”。
现接受名为华椴（Tilia chinensis Maxim., 1890）。